# Duriangkang
Duriangkang is een bestuurslaag in het regentschap Batam van de provincie Riau-archipel, Indonesië. Duriangkang telt 16.217 inwoners (volkstelling 2010).